# Go Yo-han
Dans ce nom coréen, le nom de famille, Go, précède le nom personnel.
Go Yo-han, orthographié aussi Ko Yo-han (en coréen : 고요한), né le 10 mars 1988 à Masan en Corée du Sud, est un footballeur international sud-coréen, qui évolue au poste d'arrière droit. Il joue actuellement dans le club du FC Séoul, et également le capitaine du club depuis 2018.

## Biographie

### Carrière en club
Il atteint la finale de la Ligue des champions d'Asie en 2013, et dispute les demi-finales de cette compétition en 2014 et 2016.

### Carrière internationale
Le 14 octobre 2009, il honore sa première sélection contre le Sénégal en amical. Lors de ce match, Ju Se-jong entre à la 82e minute de la rencontre, à la place de Lee Chung-yong. La rencontre se solde par une victoire de 2-0. Il participe ensuite à la Coupe d'Asie de l'Est de 2017. La Corée du Sud remporte la Coupe d'Asie de l'Est.
Le 2 juin 2018, il fait partie de la liste des 23 joueurs sud-coréens sélectionnés pour disputer la Coupe du monde de 2018 en Russie. Lors du mondial, il dispute une rencontre de poule face à l'Allemagne.

## Palmarès

### En club
- Avec le  FC Séoul
  - Finaliste de la Ligue des champions d'Asie en 2013
  - Champion de Corée du Sud en 2010, 2012 et 2016
  - Vainqueur de la Coupe de Corée du Sud en 2015
  - Vainqueur de la Coupe de la Ligue sud-coréenne en 2006 et 2010

### En sélection
- Avec la  Corée du Sud
  - Vainqueur de la Coupe d'Asie de l'Est en 2017

## Statistiques
| Saison                | Club                  | Championnat           | Championnat | Championnat | Coupe(s) nationale(s) | Coupe(s) nationale(s) | Compétition(s) continentale(s) | Compétition(s) continentale(s) | Compétition(s) continentale(s) | Corée du Sud | Corée du Sud | Total | Total |
| Saison                | Club                  | Division              | M.          | B.          | M.                    | B.                    | Comp.                          | M.                             | B.                             | M.           | B.           | M.    | B.    |
| 2006                  | FC Séoul              | K League              | 0           | 0           | 1                     | 0                     | -                              | -                              | -                              | -            | -            | 1     | 0     |
| 2007                  | FC Séoul              | K League              | 3           | 0           | 3                     | 0                     | -                              | -                              | -                              | -            | -            | 6     | 0     |
| 2008                  | FC Séoul              | K League              | 2           | 0           | 1+2                   | 0                     | -                              | -                              | -                              | -            | -            | 5     | 0     |
| 2009                  | FC Séoul              | K League              | 14          | 0           | 1+2                   | 0                     | LCA                            | 3                              | 0                              | 1            | 0            | 21    | 0     |
| 2010                  | FC Séoul              | K League              | 5           | 1           | 2+2                   | 0                     | -                              | -                              | -                              | -            | -            | 9     | 1     |
| 2011                  | FC Séoul              | K League              | 19          | 3           | 2                     | 0                     | LCA                            | 8                              | 1                              | -            | -            | 29    | 4     |
| 2012                  | FC Séoul              | K League              | 38          | 1           | 2                     | 0                     | -                              | -                              | -                              | 2            | 0            | 42    | 1     |
| 2013                  | FC Séoul              | K League              | 37          | 5           | 2                     | 0                     | LCA                            | 13                             | 1                              | 5            | 0            | 57    | 6     |
| 2014                  | FC Séoul              | K League              | 32          | 4           | 3                     | 0                     | LCA                            | 9                              | 1                              | 3            | 0            | 47    | 5     |
| 2015                  | FC Séoul              | K League              | 33          | 2           | 2                     | 0                     | LCA                            | 6                              | 1                              | -            | -            | 41    | 3     |
| 2016                  | FC Séoul              | K League              | 27          | 2           | 3                     | 0                     | LCA                            | 11                             | 2                              | -            | -            | 41    | 4     |
| 2017                  | FC Séoul              | K League              | 28          | 2           | 1                     | 0                     | LCA                            | 5                              | 0                              | 5            | 0            | 39    | 2     |
| 2018                  | FC Séoul              | K League              | 13          | 4           | -                     | -                     | -                              | -                              | -                              | 5            | 0            | 18    | 4     |
| Total sur la carrière | Total sur la carrière | Total sur la carrière | 249         | 24          | 29                    | 0                     | -                              | 55                             | 6                              | 21           | 0            | 354   | 30    |